# Reformierte Kirche Cordast

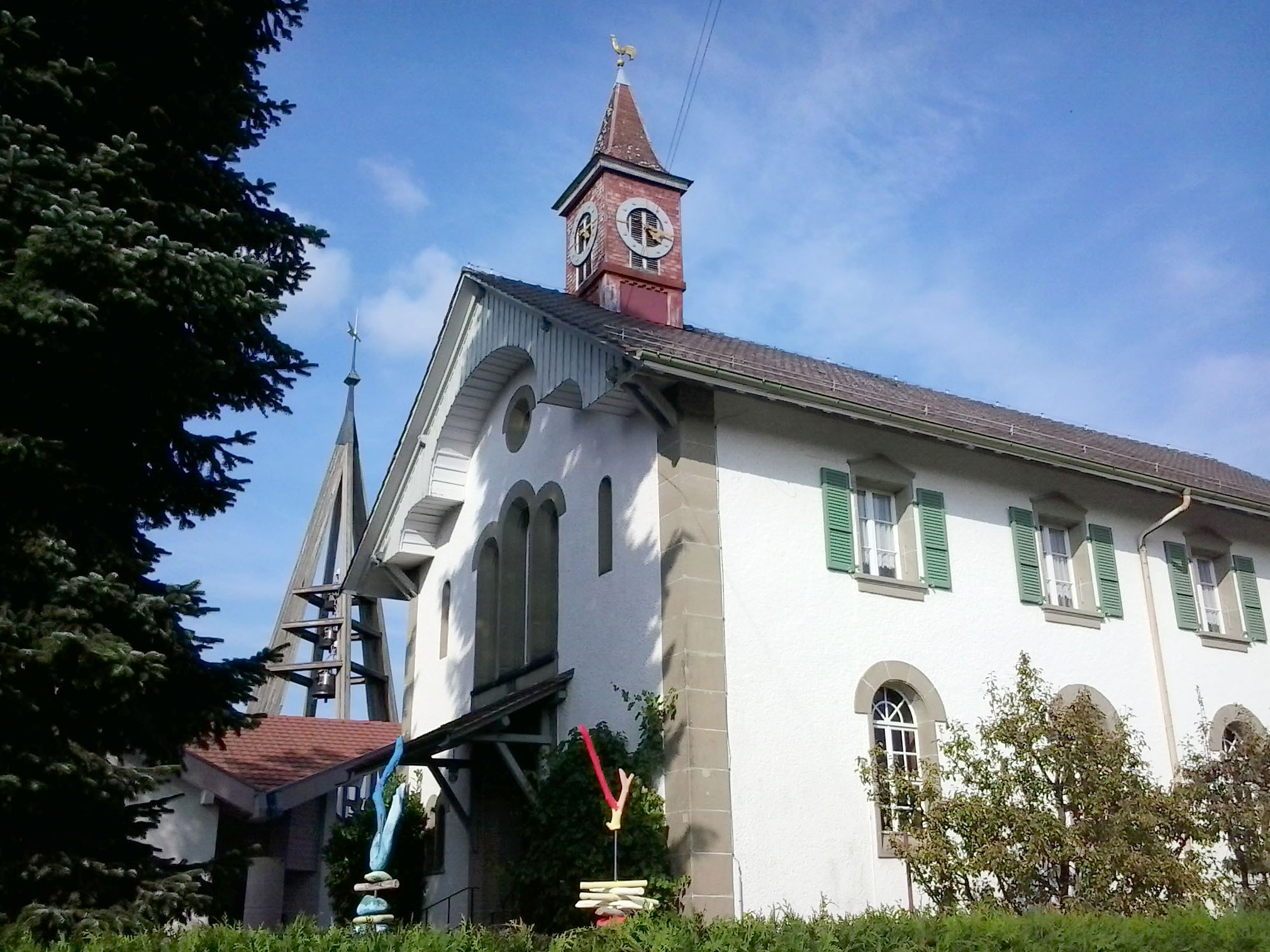
Reformierte Kirche Cordast

Die reformierte Kirche Cordast ist die Kirche der reformierten Kirchgemeinde Cordast. Diese umfasst das Gebiet des Oberen Seebezirks im schweizerischen Kanton Freiburg.

## Geschichte
Die im Verlauf des 19. Jahrhunderts in das Gebiet des Oberen Seebezirks eingewanderten Protestanten wurden zunächst von den Pfarrern von Laupen, Ferenbalm, Kerzers, Kallnach und Murten betreut. Gepredigt wurde in den Schulhäusern in Gurmels und Courtepin, welche mit Unterstützung protestantischer Hilfsvereine errichtet wurden. Taufen und Abendmahlsfeiern fanden dagegen in Murten statt. Diese Situation war längerfristig unzumutbar, weshalb die Anstellung eines eigenen Pfarrers sowie der Bau einer Kirche mit Pfarrwohnung ins Auge gefasst wurde.
Nachdem der Grosse Rat mit seinem Dekret vom 4. März 1874 der reformierten Bevölkerung des Oberen Seebezirkes die Gründung der Kirchgemeinde Cordast bewilligt hatte, konnte noch im selben Jahr der Grundstein des Gotteshauses gelegt werden. Am 26. August 1875 feierte die junge Diasporagemeinde die Einweihung ihres, bis heute schlichten, aus einem «Betsaal» und einer Pfarrwohnung bestehenden Kirchengebäudes. Ein Jahr später, 1876, bewilligte der Staatsrat den Protestanten von Cordast das Anlegen eines Friedhofes neben der Kirche.
1899 wurde der Kirchenbau um ein freistehendes Unterrichtslokal ergänzt.

## Architektur und Ausstattung

### Innenausstattung
Zur Einrichtung des schlichten und funktionalen «Betsaals» gestaltete der Schreiner Josef Pfanner aus Freiburg einen eichenen Tauftisch sowie die Kanzel. Die vom Glasmaler Johann Jakob Röttinger gelieferten «Betsaalfenster» wurden 1954 bei einer Renovation wieder entfernt.

### Kirchturm und Glocken
Anlässlich der 100-Jahr-Feier wurde neben der Kirche ein freistehender 19 Meter hoher Glockenturm gebaut, der dem Kirchengelände sein Gepräge gibt. Dabei wurde die kleine Glocke, welche bis dahin im Dachreiter der Kirche aufgehängt war, um zwei grössere Glocken ergänzt. Die kleine Glocke trägt die Inschrift «TRACHTET NACH DEM, WAS OBEN IST, UND NICHT NACH DEM, WAS AUF ERDEN IST».
| Nr. | Gussjahr | Giesser                                    | Ton         | Durchmesser |
| --- | -------- | ------------------------------------------ | ----------- | ----------- |
| 1   | 1874     | Jakob Keller II., Glockengiesser in Zürich | e’’         | 66 cm       |
| 2   | 1974     | Rüetschi, Aarau                            | c’’         | 77 cm       |
| 3   | 1974     | Rüetschi, Aarau                            | (tiefes) a’ | 90 cm       |